# Neohecalus constrictus
Neohecalus constrictus är en insektsart som beskrevs av Delong 1938. Neohecalus constrictus ingår i släktet Neohecalus och familjen dvärgstritar. Inga underarter finns listade i Catalogue of Life.